# Theodor Kraus (Geograph)
Theodor Kraus (* 15. August 1894 in Neuwied; † 7. Oktober 1973 in Broichweiden bei Aachen) war ein deutscher Wirtschafts- und Sozialgeograph.

## Werdegang
Theodor Kraus studierte in Bonn und Berlin Rechts- und Staatswissenschaften. Nach der Teilnahme als Soldat am Ersten Weltkrieg setzte er ab dem Wintersemester 1920/21 sein Studium (nun auch der Geographie und Geologie) an der Universität Köln fort. 1924 wurde er dort mit einer verkehrsgeographischen Studie promoviert und arbeitete danach als Assistent am Geographischen Institut bei Franz Thorbecke. 1929 habilitierte er sich mit einer wirtschafts-landeskundlichen Arbeit, anschließend lehrte er an der Kölner Universität, ab 1935 als nichtbeamteter außerordentlicher Professor für Allgemeine Geographie und Geographie der Rheinlande, ab 1938 als apl. a.o. Professor und Diätdozent und ab 1944 schließlich als ordentlicher Professor für Wirtschaftsgeographie und Landeskunde und Direktor des Geographischen Instituts.
Kraus beantragte am 23. Dezember 1937 die Aufnahme in die NSDAP und wurde rückwirkend zum 1. Mai desselben Jahres aufgenommen (Mitgliedsnummer 5.616.409). Er übernahm 1940–1942 eine Gastprofessur an der Universität Lüttich im besetzten Belgien. Wie ähnliche andere Gastdozenturen stand diese unter kulturpolitischer Leitung des bei der Militärverwaltung in Brüssel tätigen Historikers Franz Petri. Damit sowie mit eigenen Forschungsbeiträgen zur Wirtschaftsgeographie der Niederlande, Frankreichs und Belgiens beteiligte Kraus sich an der nationalsozialistischen "Westforschung".
Nach dem Zweiten Weltkrieg wechselte Kraus 1948 an die Universität Würzburg, kehrte aber bereits 1950 als Ordinarius für Wirtschaftsgeographie nach Köln zurück (ab 1960: Wirtschafts- und Sozialgeographie). Dort leitete er zudem bis 1962 als Direktor das Wirtschaftsgeographische Institut, amtierte 1952/53 als Dekan der Wirtschafts- und Sozialwissenschaftlichen Fakultät und 1958–1960 als Rektor der Universität. Nach seiner Emeritierung lehrte er als Honorarprofessor mehrere Semester an der RWTH Aachen.
Besondere Bedeutung erlangte die wissenschaftlichen Arbeit von Theodor Kraus für die disziplinären Etablierung der Wirtschaftsgeographie, deren Entwicklung und Eigenständigkeit er durch grundlegende theoretische und methodische Beiträge beförderte. Daneben widmete er sich Fragen der Stadt-, Industrie- und Verkehrsgeographie sowie mit den angewandten Bereichen der Raumforschung und Landesplanung.

## Funktionen und Mitgliedschaften
- Vorsitzender im Zentralausschuss für deutsche Landeskunde
- Vorsitzender des Wissenschaftlichen Beirats des Instituts für deutsche Landeskunde und des Instituts für Raumforschung, 1953–55
- Vorsitzender des Verbandes Deutscher Hochschullehrer der Geographie und Vorsitzender des Zentralverbandes der deutschen Geographen
- Gutachter und Hauptgutachter der Deutschen Forschungsgemeinschaft, 1949–56
- Mitglied der Arbeitsgemeinschaft für Forschung des Landes NRW, der späteren Rheinisch-Westfälischen Akademie der Wissenschaften, seit 1950
- Mitglied der Deutschen Akademie für Städtebau und Landesplanung
- Mitglied der Sachverständigenkommission für Raumordnung, 1957–61

## Ehrungen
- 1964 Großes Verdienstkreuz des Verdienstordens der Bundesrepublik Deutschland
- 1969 Robert-Gradmann-Medaille des Zentralausschusses für deutsche Landeskunde

## Schriften (Auswahl)
- Das Sieger-Land. Ein Industriegebiet im Rheinischen Schiefergebirge (= Forschungen zur deutschen Landes- und Volkskunde; 28,1). Engelhorn, Stuttgart 1931 (2. Aufl. mit einem Nachw. Bundesforschungsanstalt für Landeskunde und Raumordnung, Bad Godesberg 1969).
- Der Wirtschaftsraum. Gedanken zu seiner geographischen Erforschung. Gonski, Köln 1933.
- Eupen-Malmedy-St. Vith. Landschaft, Besiedlung, Bevölkerung. Zimmermann, Köln 1934.
- Die Ardennen. Eine geographische Einführung. In: Deutsches Archiv für Landes- und Volksforschung 4, 1940, Heft 1, S. 77–92.
- Individuelle Länderkunde und räumliche Ordnung (= Erdkundliches Wissen; 7). Steiner, Wiesbaden 1960.
- Die Gemeinde und ihr Territorium. Fünf Gemeinden der Niederrheinlande in geographischer Sicht (= Arbeitsgemeinschaft für Forschung des Landes Nordrhein-Westfalen. Geisteswissenschaften; 171). Westdeutscher Verlag, Köln 1971.